# Goiâniai baleset
A goiâniai baleset 1987. szeptember 13-án történt Brazíliában. Goiânia város (Goiás szövetségi állam) egy elhagyott kórházában hulladékgyűjtésből élő hajléktalanok ellopták egy orvosi berendezés radioaktív forrását, majd  szétszedték, és alkatrészeit továbbadták a közösségben. Az eredetileg sugárkezelésre szánt berendezés sugárforrása egy biliárdgolyó méretű gömb volt, mely sugárzó anyagként cézium-137-es izotópot tartalmazott. A gömb sötétkék fényt és igen veszélyes gamma-sugárzást bocsátott ki. A fény sok embert vonzott, akik meg akarták csodálni a különös tüneményt, sőt, a radioaktív porból a saját testükre is kentek. A hulladékot felvásárló fémkereskedő karikagyűrűt akart csináltatni feleségének a szépen ragyogó fémből.
Végül négyen belehaltak az elszenvedett sugárterhelésbe, és további 249-en súlyos károsodásokat szenvedtek. Az áldozatok számát tekintve a csernobili atomkatasztrófa után ez volt talán a világ harmadik legsúlyosabb nukleáris anyaghoz köthető balesete. Fontos azonban megjegyezni, hogy a goiâniai incidens nem nukleáris baleset, hanem radiológiai baleset. Goiânia nem az első ilyen eset volt a történelemben, viszont a legsúlyosabb ilyen balesetnek számít a világon. 1962-ben Mexikóvárosban egy tízéves fiú talált egy kobalt-60 izotópos kapszulát, amit hazavitt. Ő és családja három tagja meghalt, további öt ember szenvedett súlyos egészségkárosodást. 1984-ben Marokkóban egy munkás talált rá egy irídium-192 izotópot tartalmazó kapszulára, amelyet hazavitt és ez nyolc ember életét követelte.
Az eset rámutatott arra, hogy az egészségügyben használt radiológiai eszközök is éppúgy potenciális veszélyt jelentenek az emberekre és a környezetre, amennyiben azokat nem kezelik megfelelően, illetőleg illetéktelen, hozzá nem értő kezekbe kerülnek.

## Hatósági hanyagságok

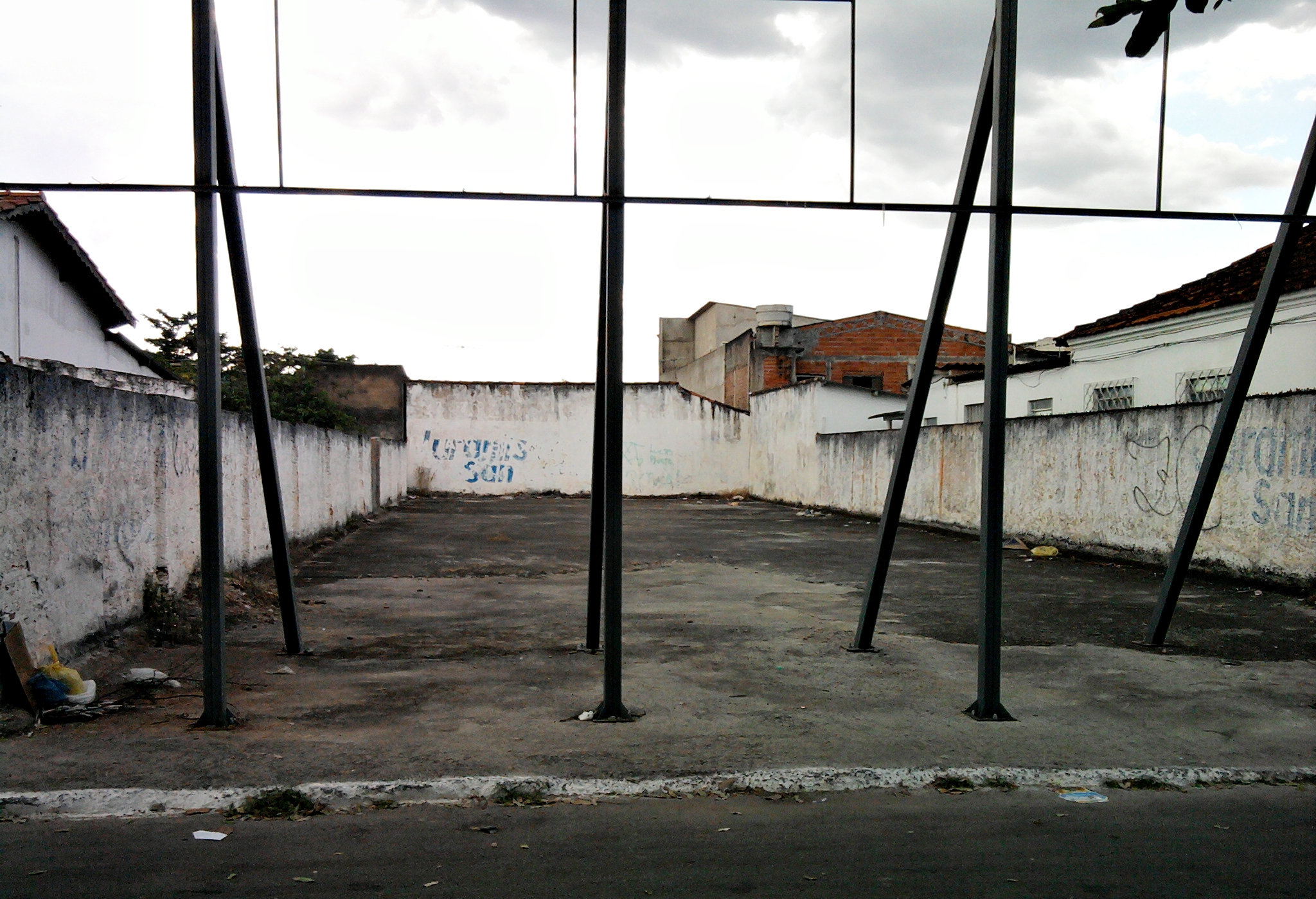
Az elbontott kórház épületének azon része, ahol a sugárterápiákat korábban végezték és ahol Alves és Pereira megtalálták a céziumot tartalmazó kapszulát

A Instituto Goiano de Radioterapia központot 1985-ben új helyre költöztették, de a gyógyításhoz használt gépek és más eszközök az épületben maradtak, mert az intézet tulajdonjogi vitát folytatott a Sociedade de São Vicente de Paulo nevű jótékonysági szervezettel, s az ügybe bekapcsolódott az Ipasgo brazil egészségbiztosítási cég is. 1977-ben ez a szervezet vásárolta a sugárkezeléshez használt gépet is, amelynek tartozéka volt a céziumkapszula. Az ügyben eljáró városi bíróság is pontosan tudta, hogy az elhagyott épület területén sugárveszélyes anyag van, amely kiderült az egyik 1986. szeptember 11-én kelt okiratukból. Egy esetben a rendőrség akadályozta meg, hogy az intézetigazgató elszállítsa a hátrahagyott eszközöket. Az igazgató figyelmeztette a szervezetet, hogy övé a felelősség a sugárzó anyagok miatt. Az intézet külön felhívta a brazil Országos Atomenergia Bizottság figyelmét az épületben található, őrizetlenül hagyott céziumra, de a bírósági korlátozás őket is visszatartotta az intézkedéstől.
Az üres épületet hanyagul őrizték, csupán egy biztonsági őr felügyelte, aki a cézium eltulajdonításának napján nem volt a helyén, mert beteget jelentett (valójában egyszerű munkaelkerülésről volt szó, hogy aznap filmszínházba mehessen).

## A cézium ellopása

A cézium a sötétben nagyjából ilyen kék színű fénnyel világít. A tüneményes fény ellenére az emberek többsége úgy vélte, hogy a talált anyag teljesen ártalmatlan

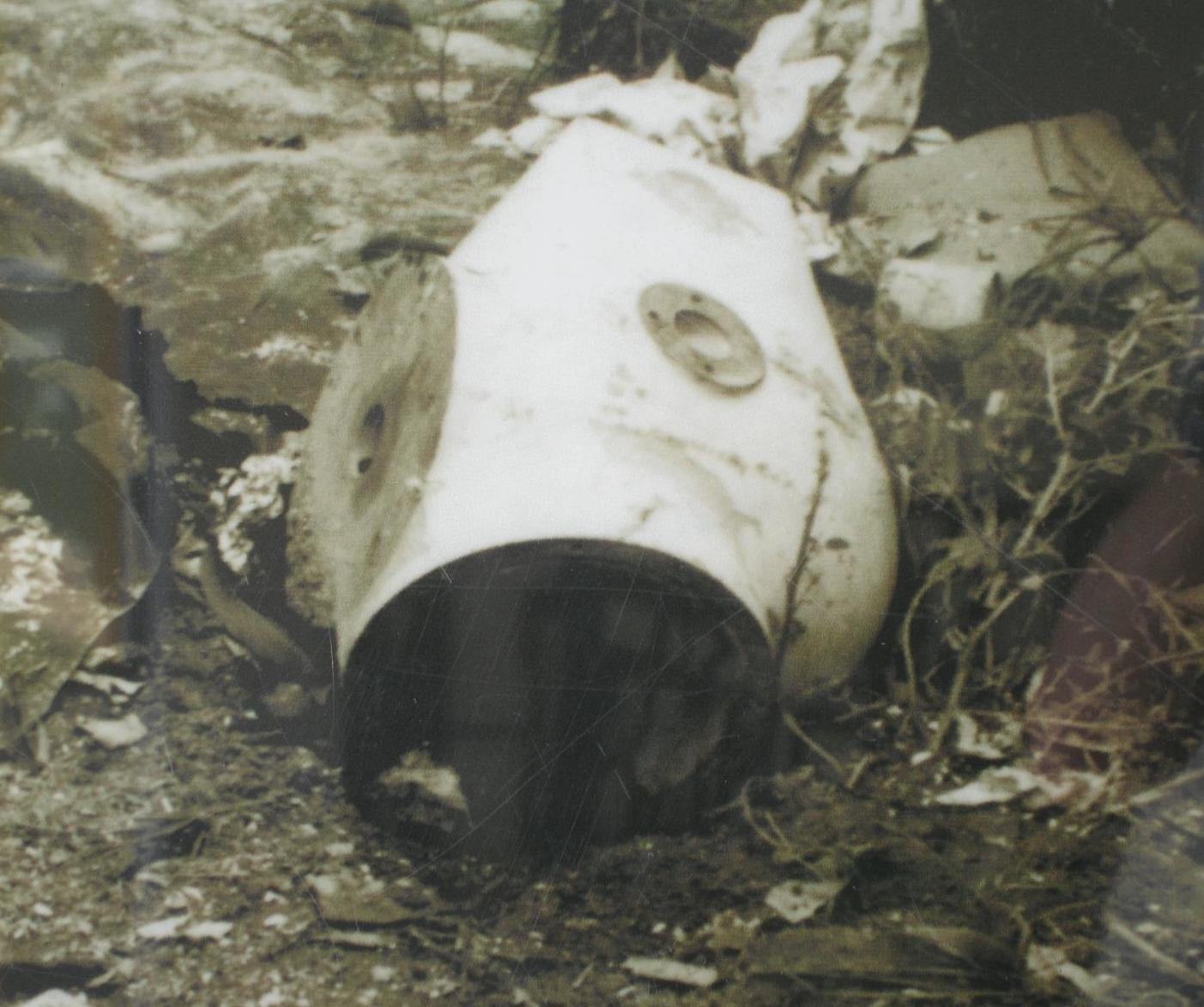
Az Alves és Pereira által eltulajdonított terápiás egység.

A lopást Roberto dos Santos Alves és társa Wagner Mota Pereira hajtották végre, akik a környéken guberáltak és tudtak a volt kórház területén elhagyott eszközökről. Miután látták, hogy a biztonsági őr nincs a helyén, éltek a lehetőséggel és talicskájukkal bementek a bontás alatt álló épületbe és felfedezték a terápiás egységet, amely a céziumgolyót tartalmazta. Mivel eléggé nagy súlya volt és nagyobbrészt tömör fém alkotta a szerkezetet, talicskára rakták és elvitték, mert úgy gondolták, hogy jó áron értékesíthető a vastelepen.
Kellő szakértelmük nem lévén kalapáccsal, csavarhúzóval és csavarkulccsal fogtak neki szétszedni a szerkezetet, ami hosszadalmas és kimerítő munka volt. Este már jelentkeztek mindkettőjükön a sugárbetegség tünetei: hánytak és émelyegtek. Ennek ellenére folytatták a munkát. Másnap Pereirán égési sérülés nyomai mutatkoztak és bal keze megdagadt. Ráadásul hányt, szédült és hasmenése volt, ezért szeptember 15-én kórházba ment. Ott az orvosok (az előzményeket nem ismerve) eleinte gyomorrontásra, ételmérgezésre gyanakodtak, és rövid időn belül hazaengedték. Alves közben kiszedte a céziumgolyót, de utóbb az anyag érintése következtében elfekélyesedett a jobb karja, amit később amputálni kellett. Pereira néhány ujját is később amputálták, mert kiterjedtek kezén az égési sérülések.
A céziumgolyó sötétkék fényt bocsátott ki magából. Alves eleinte azt hitte, hogy ő és társa valamilyen robbanóeszközt találtak és a golyóban levő kék anyag a robbanószer. Az arról származó kékes port meggyújtotta, de az anyag nem reagált. Ezután a vastelepre vitte a darabokat, amit a tulajdonos Devair Alves Ferreira megvásárolt tőle. Ferreira is megcsodálta a céziumgolyót, ő is azt hitte, hogy a golyónak természetfeletti képessége van, és  ismerősei körében mutogatta azt. Még pénzt is ajánlott annak, aki szét tudja szedni a golyót. Az emberek babonás ámulattal figyelték a céziumot, azt gondolták, hogy varázserővel bír, ezért is fénylik annyira.
Szeptember 21-én a kereskedő Ivo nevű testvére csavarhúzóval rizsszem nagyságú darabokat vájt ki a céziumból, ezeket aztán továbbosztogatták a rokonok és a barátok között. Ivo lánya, Leide das Neves Ferreira a testére kent a kék színű porból, amelyből aztán apró szemek a szendvicsére potyogtak, így azt a kislány megette és ezzel a szervezetébe halálos dózis céziumot juttatott.
Ferreira felesége, Gabriela szeptember 25-én észrevette, hogy mindazok, akik a különös anyagot érintették, egymásután betegszenek meg, sőt már ő is rosszul érezte magát. Gyorsan összeszedte a céziumdarabokat egy zacskóba, majd szeptember 28-án buszra szállt és elvitte a közeli kórházba. Az ottani orvosok először nem tudták megállapítani az anyag jellegét. Szeptember 29-én egy ott tartózkodó vendégprofesszor, Walter Mendes Ferreira egy szcintillációs számláló segítségével kimutatta, hogy a kék színű por sugárzást bocsát ki.

## Válsághelyzet

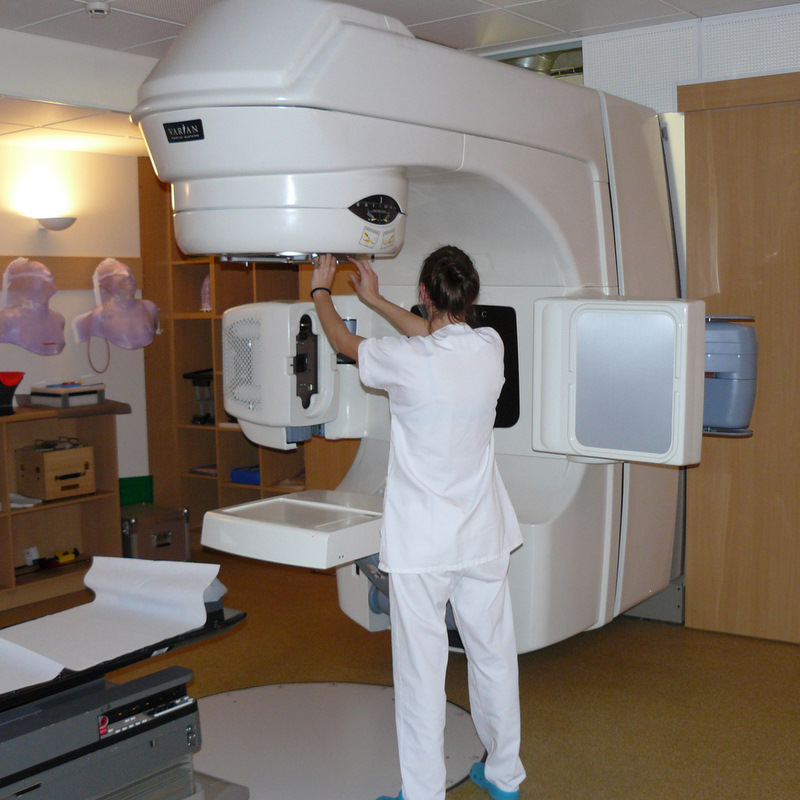
A sugárterápiákhoz használt Varian-Clinac 2100 C/D típusú radioterápiás gép. Egy ugyanilyen típus volt használatban az IGR-nél is, amely a céziumkapszulát tartalmazta, de a tartozékokat és a radioaktív kapszulát nem tudták elszállítani az épületből

A kórház értesítette a hatóságokat, akik Geiger-számlálóval kutattak tovább az anyag után és 130 ezer embert vizsgáltak ki a városban. Közülük 249 ember szennyeződött a sugárzó anyaggal, és 20-an betegedtek meg.
Leidét elkülönítve kezelték a kórházban, mivel ő kapta a legnagyobb dózist, miután közvetlenül nyelte le a sugárzó anyagot.
A hatóságok a csernobili katasztrófa idején foganatosított intézkedésekhez hasonló módszerekkel kellett hogy éljenek a terület sugármentesítésekor. Ahol észlelték a cézium jelenlétét, ott összeszedték az emberek ingóságait és az egyéb mozdítható dolgokat, majd azokat ólomhordókba pakolták, s a fedelüket lehegesztették. A hordókat betonszarkofágokba helyezték és a szarkofágokat eltemették a föld alá.
A helyszínen állatokat, így több ezer kutyát, macskát, disznót stb. kellett megölni és a növényzetet is el kellett pusztítani.

## Az áldozatok
A hatéves Leide Ferreira életét nem sikerült megmenteni, sőt teste erős sugárzást bocsátott ki, ezért speciális koporsóban temették el. A környéken kisebb zavargásra került sor, mikor a koporsót a temetőbe szállították. Az emberek tartottak az erős sugárzástól, s eltorlaszolták az utakat, hogy megakadályozzák a kislány holttestének kiszállítását.
Meghalt Gabriela Maria Fereira, a vastelep tulajdonosának 37 éves felesége is, egy hónappal a történtek után.
Meghalt továbbá Ferreira két fiatal alkalmazottja, a 22 éves Izrael Baptista dos Santos és a 18 éves Admilson Alves de Souza.
Devair Ferreira, bár nagy sugárdózist kapott, de életben maradt. A nagy dózis nyomait élete végéig magán viselte. 1994-ben hunyt el májzsugorodás következtében, mivel felesége tragikus halála alkoholizmusba és depresszióba taszította. Testvére, Ivo krónikus tüdőtágulatban halt meg 2003-ban. Lánya halála őt is depresszióssá tette, amely súlyos láncdohányosságban nyilvánult meg.
A 249 sugárzó anyaggal szennyezett személyből 129-nek volt súlyos az állapota, a többiek sugárterhelése a megengedett határérték alatt maradt. 1994-ig bezárólag, miként Csernobil esetében is, a sugárzó anyaggal súlyosan szennyezettek közül többen utóbb haltak meg később kialakult betegségekben, így például rákban. Ezenkívül a környezetben még szétszórtan fennmaradt cézium hozzájárult a város térségében újabb rákos megbetegedések kialakulásához a következő két évtizedben, ami összesen mintegy 1600 embert érintett.
Goiâniával nem értek véget a radiológiai balesetek. 1996-ban a Costa Ricabeli San José városában található Istenes Szt. János Kórházban rosszul állítottak be egy Alcyon II típusú sugárterápiás gépet, amelynek forrása kobalt-60 izotópot tartalmazó kapszula volt. A megemelkedett dózisteljesítmény miatt túlsugárzás ért 114 sugárterápiával kezelt beteget, akik közül 13-an idővel belehaltak a sugárzás okozta szövődményekbe.

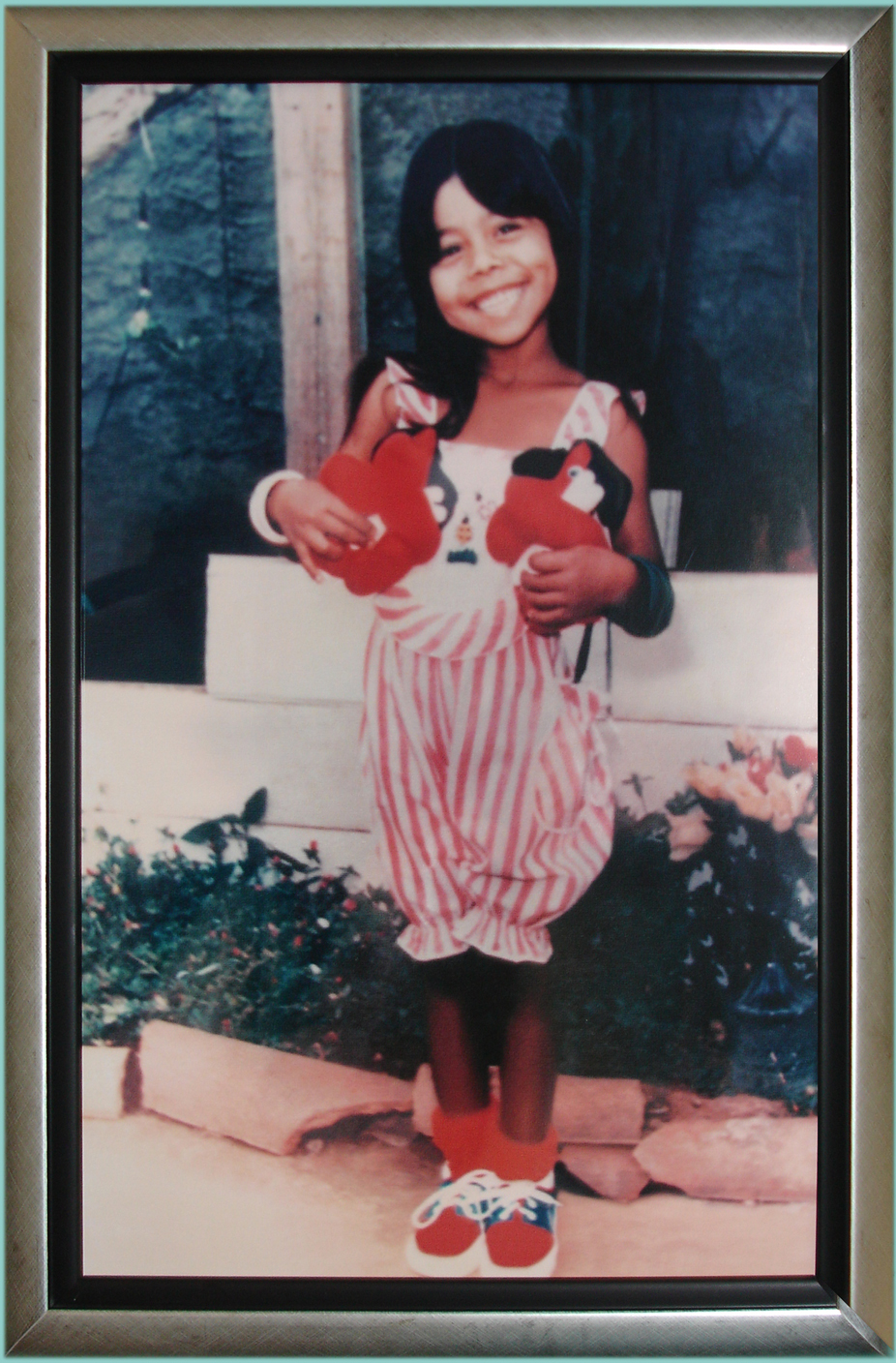
Leide Ferreira
Gabriela Maria Fereira
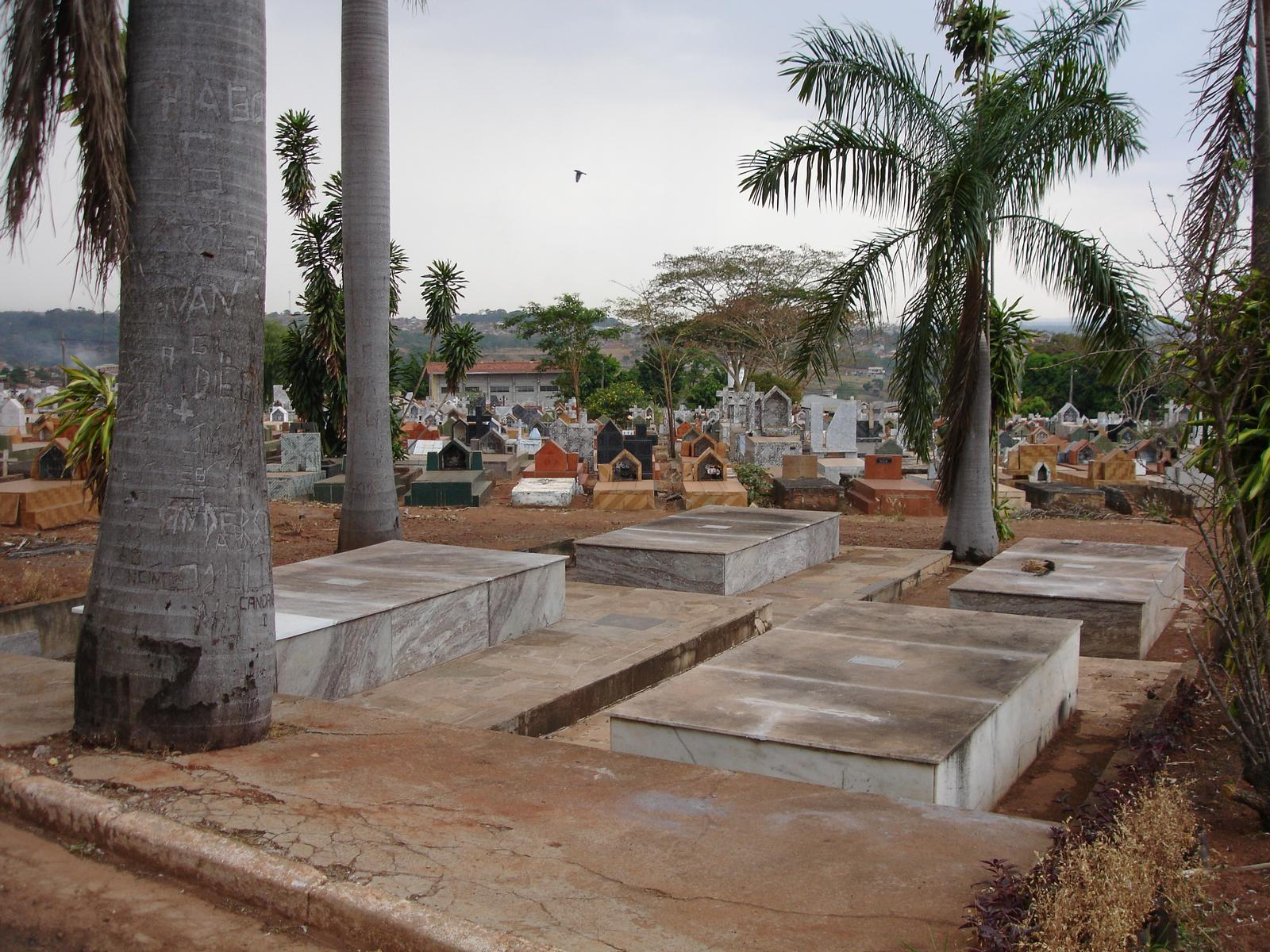
A goiâniai temető

## Perek és ellenintézkedések

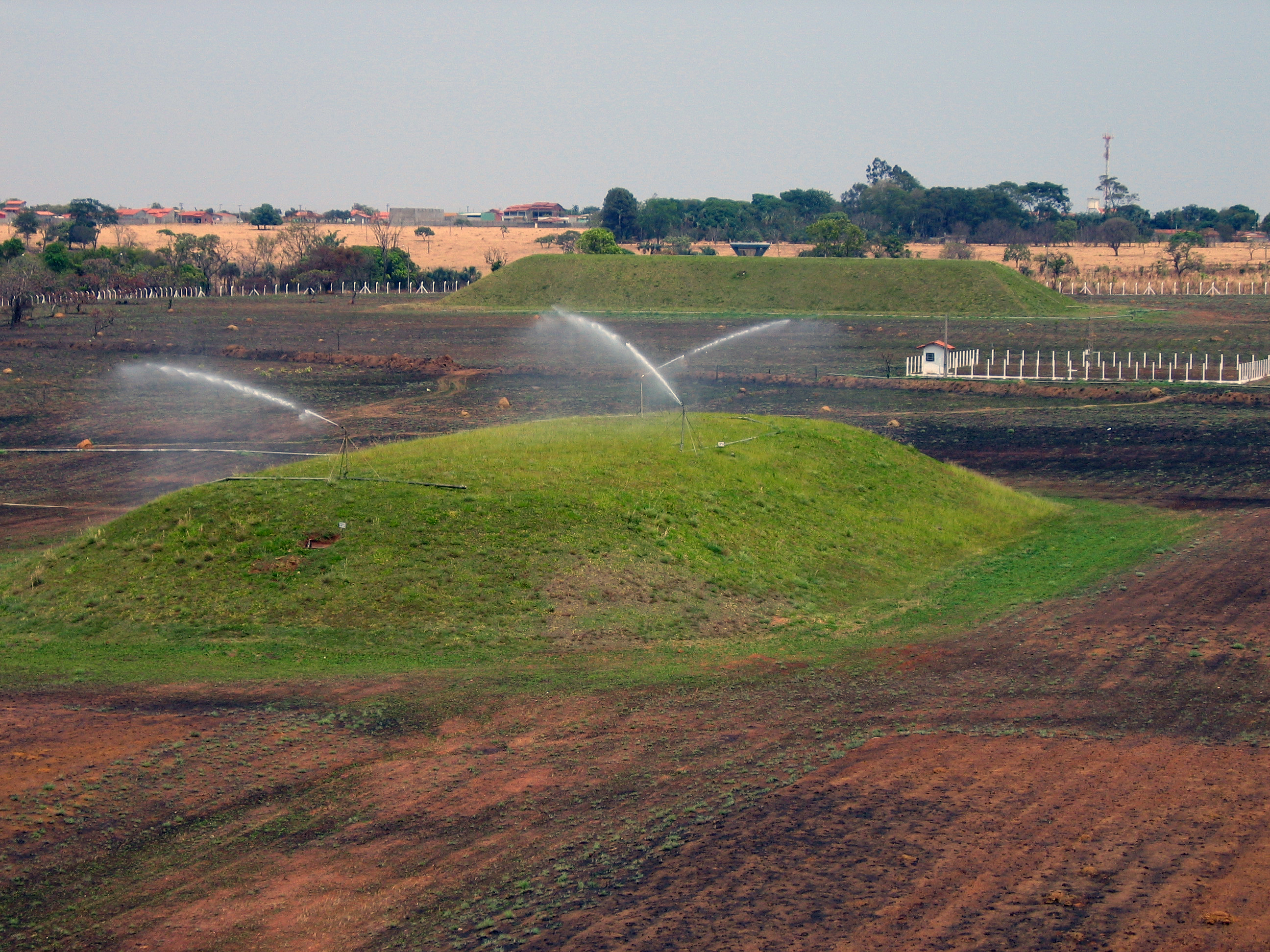
A sugárszennyezett tárgyak temetője.

A bíróság az intézet korábbi vezetőit és üzemeltetőit tette felelőssé a tragédiáért, holott ők már jó előre jelezték a veszélyes radiológiai anyagok jelenlétét az épületben, amit az intézetben korábban dolgozó orvosok „céziumbombaként” is emlegettek figyelmeztetésükben. Az ügyben három orvost talált bűnösnek a bíróság gondatlanságért.
A katasztrófavédelemmel megbízott szakembereknek a kikapart cézium 87%-át sikerült begyűjteniük, a maradék szétszóródott a környéken. Ezért a sugárzó anyaggal érintett házakat lebontották, a termőtalajrétegeket letisztították és a helyszínt betonnal töltötték fel.
A bíróság az IGR egyik tulajdonosát 100 ezer dollár összegű kártérítés megfizetésére ítélte az elbontott házak miatt. Ferreirát, a telep tulajdonosát nem vonták felelősségre, mivel neki fogalma sem volt a céziumkapszula eredetéről, sem pedig a benne található anyag sugárveszélyes mivoltáról. 2000-ben a brazil atomenergia-bizottságot is 1,3 millió dollár kártérítés megfizetésére kötelezték az áldozatok és családtagjaik részére, továbbá biztosítaniuk kellett azok további orvosi és pszichiátriai kezelését.

## Fordítás
Ez a szócikk részben vagy egészben  a   Goiânia accident című angol Wikipédia-szócikk fordításán alapul.  Az eredeti cikk szerkesztőit annak laptörténete sorolja fel. Ez a jelzés csupán a megfogalmazás eredetét és a szerzői jogokat jelzi, nem szolgál a cikkben szereplő információk forrásmegjelöléseként.